# 保田治
保田 治（やすだ おさむ、1924年〈大正13年〉7月2日　 -　2024年（令和6年）7月6日）は、日本の洋画家。　　

## 略歴
幼少期より絵に目覚め、15歳の時には軍艦のペン字の絵（50号の大作）を描き西宮市庁舎に展示されていたが戦災で焼失。その後国画会辻愛三画伯に師事。
新世紀美術協会、パステル協会、兵庫県美術家同盟に所属。新世紀美術協会会員特賞、パステル画で尼崎市長賞、三田市長賞。現在西宮市美術協会顧問。
絵は昭和の初期は日本の田舎の風景を具象画で描き独特の画風を確立。後に欧州に渡航しヨーロッパの街並みを描く。平成には丹下氏と共に七簾会で活躍。2024年7月２日に100歳を迎え、記念個展中、永眠。